# مورتاز خورتسیلاوا
مورتاز خورتسیلاوا (گرجی: მურთაზ ხურცილავა؛ زادهٔ ۵ ژانویهٔ ۱۹۴۳) بازیکن فوتبال گرجی‌تبار اهل اتحاد جماهیر شوروی سوسیالیستی بود.
از باشگاه‌هایی که در آن بازی کرده‌است می‌توان به باشگاه فوتبال دینامو تفلیس اشاره کرد.
وی همچنین در تیم ملی فوتبال شوروی بازی کرده‌است.
وی در مسابقات کشوری و بین‌المللی در مجموع برندهٔ ۱ مدال برنز شده‌است.